# 第一隊：尤文圖斯
第一隊：尤文圖斯（英語：First Team: Juventus）是一套美國和意大利合拍的紀片，講述2016/17球季的尤文图斯足球俱乐部，於2018年月16日在網飛首播，是網飛首套足球會紀錄片。
首三集在2018年月16日在網飛首播，在拍攝關於球會的運作和球員在球場內外的生活，另外三集則在7月6日播放。英語旁白為D·B·斯威尼，意大利語旁白為托马索·维托里尼（Tommaso Vittorini）。

## 集數
| 上半部 |   |        |                            |                            |               |
| 1 | 1 | 第一集 | 阿龙·科恩 和 罗伯特·利亚诺 | 阿龙·科恩 和 罗伯特·利亚诺 | 2018年2月16日 |
| 俱樂部以別具意義的表演賽為粉絲揭開新球季的序幕，接著開始尋求甲組聯賽和歐洲冠軍聯賽冠軍。                              |   |        |                            |                            |               |
| 2 | 2 | 第二集 | 阿龙·科恩 和 罗伯特·利亚诺 | 阿龙·科恩 和 罗伯特·利亚诺 | 2018年2月16日 |
| 尤文圖斯面臨在球場上保持專注的考驗；克劳迪奥·马尔基西奥回想他長達一生與球會之間的深厚關係；球會慶祝成立一百二十週年。 |   |        |                            |                            |               |
| 3 | 3 | 第三集 | 阿龙·科恩 和 罗伯特·利亚诺 | 阿龙·科恩 和 罗伯特·利亚诺 | 2018年2月16日 |
| 聖誕節即將到來，冈萨洛·伊瓜因準備與前東家對戰。一個新面孔對非贏不可的冠軍聯賽產生影響。                               |   |        |                            |                            |               |
| 下半部 |   |        |                            |                            |               |
| 4 | 1 | 第一集 | 阿龙·科恩 和 罗伯特·利亚诺 | 阿龙·科恩 和 罗伯特·利亚诺 | 2018年7月6日  |
| 尤文圖斯近來因數場關鍵戰役而受到壓力，包括在歐冠對戰熱刺。一則噩耗傳來震驚球隊。                                      |   |        |                            |                            |               |
| 5 | 2 | 第二集 | 阿龙·科恩 和 罗伯特·利亚诺 | 阿龙·科恩 和 罗伯特·利亚诺 | 2018年7月6日  |
| 胡安·吉列尔莫·夸德拉多傷後歸隊，尤文圖斯力保聯賽排名，但與皇家馬德里的重大對決正在迫近。                              |   |        |                            |                            |               |
| 6 | 3 | 第三集 | 阿龙·科恩 和 罗伯特·利亚诺 | 阿龙·科恩 和 罗伯特·利亚诺 | 2018年7月6日  |
| 慘敗之後，球隊重整隊伍，力求贏得甲組聯賽和意大利盃。詹路易吉·布冯做出一項關於自己未來的決定。                         |   |        |                            |                            |               |

## 外部連結
- 互联网电影数据库（IMDb）上《第一隊：尤文圖斯》的资料（英文）
- 在Netflix上觀看《第一隊：尤文圖斯》